# Río Grande (Peru)
Der Río Grande ist ein etwa 163 km langer Zufluss des Pazifischen Ozeans im Südwesten von Peru in den Regionen Huancavelica, Ayacucho und Ica.

## Flusslauf
Der Río Grande entspringt in der peruanischen Westkordillere auf einer Höhe von etwa 4300 m, 330 km südöstlich der Landeshauptstadt Lima. Er fließt anfangs 20 km in westnordwestlicher sowie im Anschluss 10 km in westlicher Richtung durch das Bergland. Die Ortschaft Querco liegt bei Flusskilometer 135 oberhalb des rechten Flussufers. Der Río Grande wendet sich nun in Richtung Südsüdwest. Bei Flusskilometer 64 liegt die Gemeinde Río Grande unweit des linken Flussufers. Der Río Grande nimmt auf den folgenden Kilometern die Nebenflüsse Río Palpa und Río Vizcas von links auf. Etwa 47 Kilometer oberhalb der Mündung trifft der Río Nazca ebenfalls von links auf den Río Grande. Dieser durchfließt im Anschluss die wüstenhafte aride Küstenregion von Peru und mündet schließlich in den Pazifischen Ozean. Hauptsächlich entlang dem Mittellauf des Río Grande wird bewässerte Landwirtschaft betrieben. Im Unterlauf führt der Fluss nur noch wenig Wasser.

## Einzugsgebiet und Hydrologie
Das Einzugsgebiet des Río Grande umfasst eine Fläche von 10.722 km². Es grenzt im Nordwesten an das des Río Ica sowie im Südosten an das des Río Acarí und des Río Santa Lucía. Das Flusssystem wird hauptsächlich von Niederschlägen gespeist, die zwischen Januar und April in den höheren Lagen des Einzugsgebietes fallen.